# Falskmyntarna (film, 1961)
Falskmyntarna är en fransk komisk kriminalfilm från 1961 i regi av Gilles Grangier med Jean Gabin i huvudrollen. Michel Audiard skrev filmens manus efter en historia av Albert Simonin.

## Rollista
- Jean Gabin - Ferdinand Maréchal
- Martine Carol - Solange Mideau
- Françoise Rosay - Madame Pauline
- Bernard Blier - Charles Lepicard
- Frank Villard - Eric Masson
- Maurice Biraud - Robert Mideau
- Antoine Balpêtré - Lucas Malvoisin
- Ginette Leclerc - Léa Lepicard
- Gérard Buhr - Martin
- Robert Dalban - Maffeux